# Confrérie de l'Humiliation de Jésus, Sanctissime Marie de l'Amertume, Saint Philippe et Jacques le Mineur
 (décembre 2019).
Si vous disposez d'ouvrages ou d'articles de référence ou si vous connaissez des sites web de qualité traitant du thème abordé ici, merci de compléter l'article en donnant les références utiles à sa vérifiabilité et en les liant à la section « Notes et références ».
La Cofradía de Jesús de la Humillación, María Santísima de la Amargura, San Felipe y Santiago el Menor que l'on peut traduire par : "Confrérie de l'Humiliation de Jésus, Sainctissime Marie de l'Amertume, Saint Philippe et Jacques le Mineur" est une des confréries qui participent à la célébration de la Semaine sainte à Saragosse, en Espagne.

## Origines
En 1889, est fondée, à Saragosse la "Confrérie Roale du Sanctissime Rosaire de Notre du Pilier" aux fins de renforcer la dévotion du village envers le Saint Rosaire et la Vierge du Pilar. Après la célébration du centenaire de sa constitution en 1989, le Chapitre Métropolitain interdit les célébrations s'écartant des valeurs fondamentales du dogme telles que les processions de Semaine sainte. Dans le but de perpétuer ces manifestations soixante-dix-huit frères de la "Confrérie de Jésus, Sainctissime Marie de l'Amertume, Saint Philippe et Jacques le Mineur" fondent la "Confrérie de l'Humiliation de Jésus, Sainctissime Marie de l'Amertume, Saint Philippe et Jacques le Mineur".

## Siège
Siège Canonique :  
Iglesia de San Felipe y Santiago el Menor
Plaza San Felipe,
150003 Zaragoza
Espagne
Siège Social : 
Plaza Ecce Homo,
1 étage 3ª Droite
1 50003 Zaragoza, Espagne

## Habit
Les frères de la Confrérie portent une tunique blanche avec deux grandes manches et une cape noires. Les couvre-chefs, tercerol, bonnets et capirote, les gants, chaussures et chaussettes sont noirs. Le cordon d'aube terminé et les deux glands qui le terminent sont noirs également.
Le frère qui guide la procession et les frères qui battent le tambour ne portent que le tercerol: un masque (antifaz) percé de deux œillères qui couvre la tête et la poitrine. Cette partie est brodée aux armes de la confrérie. Les autres frères portent en plus, un capirote noir, signe d'humiliation et d'humilité.
Les frères mineurs portent le bonnete, un bonnet rond, sans masque. Le bonnet est tenu par un cordon appelé barbuquejo brodé aux armes de la Confrérie.
Les armes de la Confrérie sont portées par une médaille d'argent où figure sur l'avers l'Image de la Santísima María de l'Amertume et sur le revers, le symbole de la Confrérie Jesús de l'Humiliation: Un cœur percé d'un poignard figure l'amère sentence du jugement de Jésus. Dessous est représentée l'aiguière pour le Lavement de mains de Pilate rendant son jugement. L'ensemble est entouré de la palme du martyre pour Philippe, crucifié la tête en bas et lapidé; croisée de la masse qui servit à achever Jacques le Mineur coupé par le fer. 

## Pasos
Les pasos de la confrérie sont bâtis sur des charrettes. 

### Jésus de l'humiliation

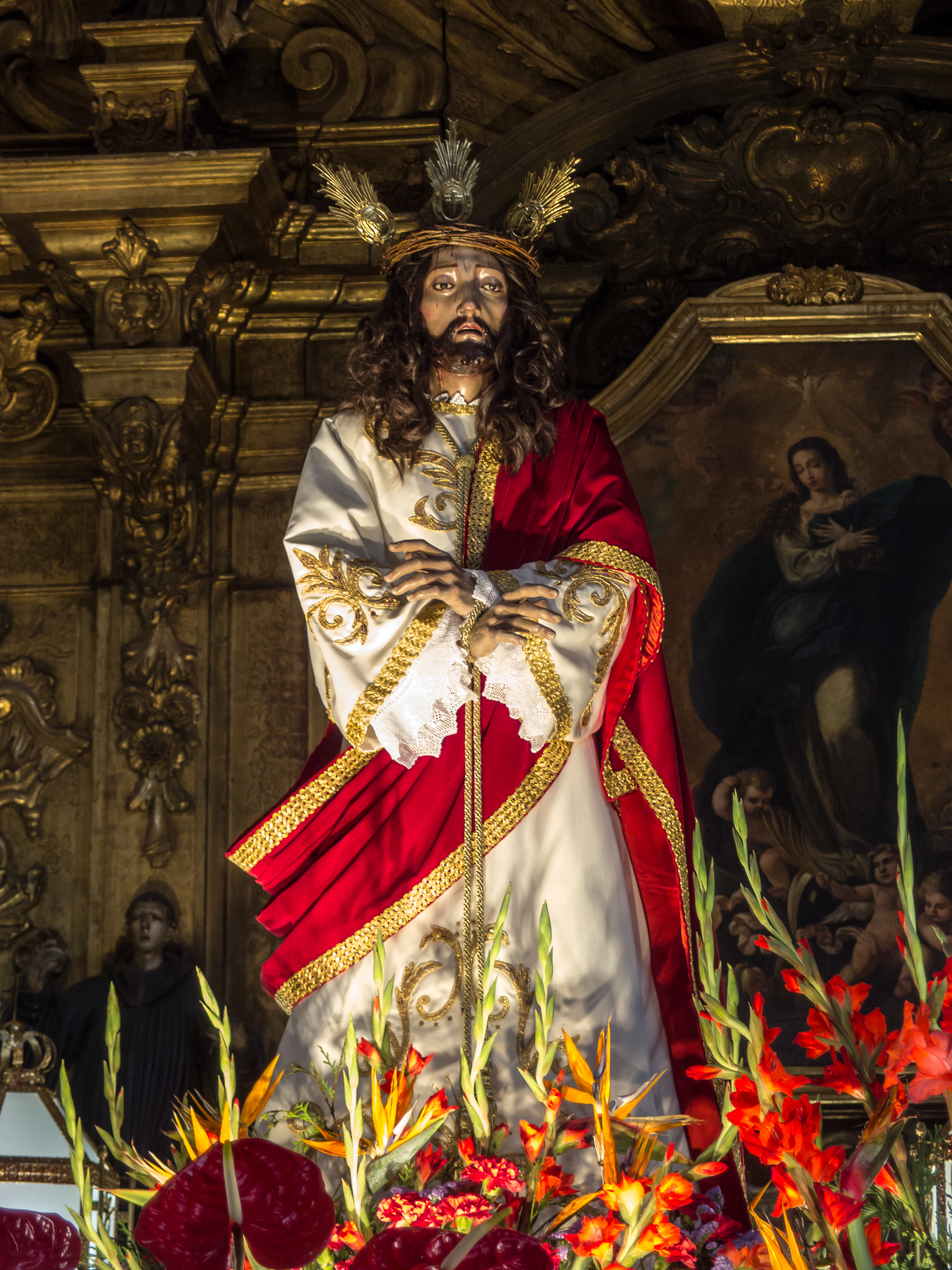
Jésus de l'humiliation.

Sculpture qui représente Jésus lors de sa condamnation à mort comme malfaiteur. La statue a été acquise en 2002 par la Fraternité du Santíssime Christ Redempteur et Notre Dame de la Solitude, Hermandad del Santísimo Cristo Redentor y Nuestra Señora de la Soledad, de Badalone, en remplacement d'une statue qui appartenait à la Paroisse de Saint Philippe. 
Sculpté par un artiste anonyme cette statue de grandeur nature (hauteur : 170 cm.), date du dernier tiers du XIXe siècle. Elle est destinée à être habillée car ne sont sculptés, en bois polychrome, que la tête, le cou, la partie supérieure du torse, les mains et les pieds. Le reste du corps est ébauché, par une forme sans anatomie, en position allongée, qui restitue la silhouette du buste et le profil des jambes. Elle est habillée d'une tunique de soie blanche tissée et rehaussée de broderies d'or fin. Par-dessus un manteau velours pourpre tombe de son épaule gauche. La statue va en procession sur un Paso à roues dont le plateau est entouré par une bordure tenue  par une grecque en bois polychrome de bouleau. Lors de la procession, des fanaux en bronze disposés aux quatre coins pourvoient à son illumination.

### Sanctissime Marie de l'Amertume

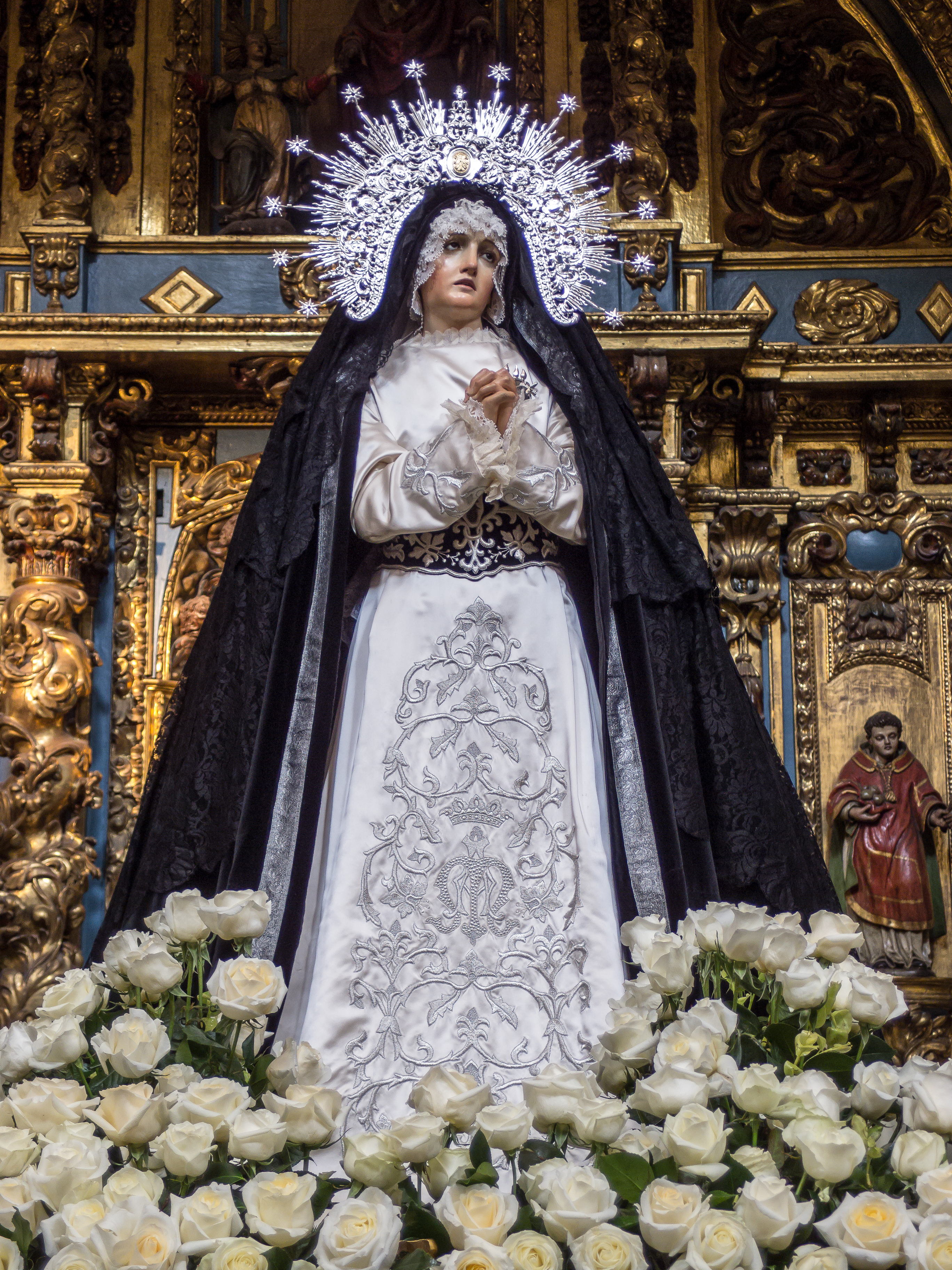
Sanctissime Marie de l'Amertume.

La statue de l'Amertume représente la Vierge à la nouvelle du supplice qui sera infligé à son fils. Œuvre d'un artiste resté anonyme, la statue, daté du début du XXe siècle, est pratiquement de grandeur nature  (hauteur 160 cm.). Sa tête, ses mains et ses pieds pieds sont de bois polychrome tandis que le reste du corps se réduit à une ossature de carton encollé qui simule la forme du tronc, des bras et des jambes. La confrérie l'avait acquise en 1999, auprès d'un collectionneur privé pour remplacer celle qui leur appartenait depuis les origines et que la confrérie avait cédé à la Fraternité du Mandat Franciscain Seglar pour leurs dévotions lors des processions de la Semaine sainte.
La statue est vêtue d'un surcot de satin blanc brodé d'argent dont la taille est ceinturée par une fâche de velours noir.  Son visage est engoncé dans une simple coiffe de dentelle blanche. Elle porte un manteau de velours rasé noir, dont les épaules sont couvertes d'une mantille de dentelle noire.
Elle participe, le Mercredi Saint, à la Procession de l'Amertume Procesión de la Amargura sur un petit Paso dont les moulures et la bordure tenue  par une balustrade en forme de grecque sont plaquées d'argent pur. 

### Processions
- Procession de la Via Crucis, le dimanche des Rameaux à 19h00,
- Procession de l'Amertume, Mercredi saint à 21h30,
- Procession générale de l'Enterrement du Christ, Vendredi saint, de 18h00 à 0h00.